# Умершие в июне 2006 года
Это список известных людей, соответствующих установленным критериям значимости (см. Википедия:Критерии значимости персоналий), умерших в июне 2006 года.
Причина смерти указывается лишь в исключительных случаях (убийство, самоубийство, гибель в результате военных действий, смертная казнь, ДТП или несчастные случаи). В остальных случаях — не указывается.

## Список

### 1 июня
- Вайсброт, Евгений Павлович (82) — советский переводчик с польского языка.
- Флейшман, Алексей Дементьевич (88) — Герой Советского Союза.

### 2 июня
- Володимиров, Николай Николаевич (96) — российский советский живописец.
- Ворошнин, Леонид Григорьевич (70) — белорусский металловед, один из основателей научной школы белорусских металловедов.
- Клыков, Вячеслав Михайлович (66) — русский скульптор, президент Международного фонда славянской письменности и культуры, лауреат Государственных премий СССР и РСФСР.

### 3 июня
- Губанов, Максим Герасимович (86) — Герой Советского Союза.

### 4 июня
- Могитич, Иван Романович (73) — народный архитектор Украины.

### 6 июня
- Билли Престон (59) — певец и композитор, известный по своей работе с группами The Beatles и The Rolling Stones.
- Герман, Григорий Иванович (89) — полковник Советской Армии, участник Великой Отечественной войны, Герой Советского Союза.
- Китаев, Николай Михайлович (87) — Герой Советского Союза (1946), командир эскадрильи 3-го польского штурмового авиаполка, старший лейтенант.
- Премингер, Инго (95) — американский продюсер.

### 7 июня
- Абу Мусаб аз-Заркави (39) — международный террорист, руководитель созданной им организации «Единобожие и джихад» («Al-Tawhid Wal-Jihad»), известен организацией множества терактов на территории Ирака; убит.

### 8 июня
- Колесса, Николай Филаретович (102) — украинский композитор, оперный и хоровой дирижёр, педагог, Герой Украины (2002).

### 9 июня
- Кеирим-Маркус, Игорь Борисович (83) — советский учёный-биофизик.

### 10 июня
- Гольденштейн, Герман Абрамович (71) — кларнетист клезмерского направления.

### 11 июня
- Нероли Фэйрхолл (61) — новозеландская спортсменка.

### 12 июня
- Николаев, Иван Александрович (83) — Герой Советского Союза.

### 13 июня
- Андропов, Игорь Юрьевич (64) — советский дипломат, сын Ю. В. Андропова.

### 15 июня
- Алемасов, Вячеслав Евгеньевич (82) — российский советский учёный, специалист в области теплоэнергетики.
- Лебедев, Даниил Владимирович (91) — советский и российский ботаник, генетик растений.
- Яловой, Иван Павлович (87) — участник Великой Отечественной войны, командир эскадрильи 745-го бомбардировочного авиационного полка 221-й Бахмачской бомбардировочной авиационной дивизии 16-й воздушной армии 1-го Белорусский фронта, Герой Советского Союза.

### 17 июня
- Кугультинов, Давид Никитович (84) — российский поэт.
- Лапшин, Михаил Иванович (71) — российский политик, лидер Аграрной партии России, глава Республики Алтай.
- Осинцев, Иван Николаевич (85) — Герой Социалистического Труда.

### 18 июня
- Циммер, Маркус (41) — немецкий музыкант и вокалист группы The Bates.
- Корнфилд, Юбер (77) — голливудский кинорежиссёр, сценарист, продюсер, актёр турецкого происхождения («Ночь следующего дня», «Вендетта по-корсикански» и др. фильмы)[1].
- Филиппов, Ростислав Владимирович (68) — русский советский поэт, драматург и журналист.

### 19 июня
- Анджело Уболди (итал. Angelo Uboldi) (83) — итальянский футболист.
- Белик, Яков Васильевич — украинский биохимик.

### 20 июня
- Абызов, Юрий Иванович (84) — русский латвийский писатель, библиограф, литературовед, специалист по истории русской культуры Прибалтики.
- Вайнилайтис, Мартинас (73) — литовский детский поэт и писатель, переводчик.
- Кашлев, Юрий Борисович (72) — советский и российский дипломат.

### 23 июня
- Спеллинг, Аарон (83) — американский телевизионный продюсер и режиссёр более 70 телесериалов, 140 фильмов и театральных спектаклей.
- Шнайдер, Иосиф (79) — Узник Сиона, активист национального движения советских евреев за право выезда в Израиль, фотограф.

### 24 июня
- Остальский, Всеволод Порфирьевич (81) — советский, российский режиссёр, театральный педагог, профессор.

### 25 июня
- Сото Энрикес, Фернандо (67) — гондурасский лётчик.

### 27 июня
- Клименко, Иван Ефимович (85) — советский партийный и государственный деятель, председатель исполкома Ярославского (промышленного) облсовета (1962—1964), первый секретарь Смоленского обкома КПСС (1969—1987).
- Мерзликин, Николай Иванович (69) — советский, украинский актёр театра и кино.
- Плохов, Алексей Александрович (85) — Герой Советского Союза.
- Рымко, Александр Викторович (53) — российский мини-футбольный тренер.

### 28 июня
- Царёв, Вячеслав Валентинович (54 или 55) — советский киноактёр, наиболее известный ролью мальчика с сачком в фильме «Добро пожаловать, или Посторонним вход воспрещен»[2].

### 29 июня
- Авдеев, Василий Андреевич (82) — старшина Советской Армии, участник Великой Отечественной войны, полный кавалер ордена Славы.